# イギリス国鉄416形電車
イギリス国鉄416形電車（イギリスこくてつ416がたでんしゃ）は、1953年から1956年にかけてイギリスで製造された電車である。ロンドン南部の郊外における旅客輸送網の整備を目的に導入された。
設計の異なる形態区分として416/1形と416/2形が存在する。1980年代には、ノース・ロンドン線のリッチモンド駅-ノース・ウーリッジ駅間でも使用された。